# Зеленый, Ярослав
Я́рослав Зе́леный (чеш. Jaroslav Zelený; родился 20 августа 1992 года, Градец-Кралове, Чехословакия) — чешский футболист, защитник клуба «Спарта Прага» и сборной Чехии.

## Клубная карьера
Зеленый — воспитанник клуба «Градей-Кралове» из своего родного города. 5 июня 2010 года в матче против «Высочины» он дебютировал Второй лиге Чехии. По итогам сезона клуб вышел в элиту. 26 февраля 2011 года в матче против «Виктории Пльзень» он дебютировал в Гамбринус лиге. 30 апреля в поединке против «Млады-Болеслав» Ярослав забил свой первый гол за «Градец-Кралове». Летом 2014 года Зеленый перешёл в «Карвину». 2 августа в матче против «Баника» из Моста он дебютировал за новую команду. В 2016 году Зеленый помог клубу выйти в элиту. 15 октября в поединке против «Пршибрама» Ярослав забил свой первый гол за «Карвину».
В начале 2017 года Зеленый перешёл в «Яблонец». 18 февраля в матче против «Словацко» он дебютировал за новый клуб. 5 ноября в поединке против «Зброёвки» Ярослав забил свой первый гол за «Яблонец».
Летом 2018 года Зеленый подписал контракт с пражской «Славией». 22 июля в матче против «Сигмы» он дебютировал за новую команду.

## Статистика выступлений за сборную
| Матчи за сборную Чехии | Матчи за сборную Чехии | Матчи за сборную Чехии | Матчи за сборную Чехии | Матчи за сборную Чехии | Матчи за сборную Чехии  | Матчи за сборную Чехии |
| ---------------------- | ---------------------- | ---------------------- | ---------------------- | ---------------------- | ----------------------- | ---------------------- |
| №                      | Дата                   | Оппонент               | Счёт                   | Голы                   | Соревнование            |                        |
| 1                      | 7 сентября 2020        | Шотландия              | 1:2                    | -                      | Лига наций 2020/21      |                        |
| 2                      | 29 марта 2022          | Уэльс                  | 1:1                    | -                      | Товарищеский матч       |                        |
| 3                      | 2 июня 2022            | Швейцария              | 2:1                    | -                      | Лига наций 2022/23      |                        |
| 4                      | 5 июня 2022            | Испания                | 2:2                    | -                      | Лига наций 2022/23      |                        |
| 5                      | 12 июня 2022           | Испания                | 0:2                    | -                      | Лига наций 2022/23      |                        |
| 6                      | 24 сентября 2022       | Португалия             | 0:4                    | -                      | Лига наций 2022/23      |                        |
| 7                      | 24 марта 2023          | Польша                 | 3:1                    | -                      | Отборочный матч ЧЕ-2024 |                        |
| 8                      | 20 июня 2023           | Черногория             | 4:1                    | -                      | Товарищеский матч       |                        |
| 9                      | 10 сентября 2023       | Венгрия                | 1:1                    | -                      | Товарищеский матч       |                        |
| 10                     | 22 марта 2024          | Норвегия               | 2:1                    | -                      | Товарищеский матч       |                        |
| 11                     | 7 сентября 2024        | Грузия                 | 1:4                    | -                      | Лига наций 2024/25      |                        |
| 12                     | 10 сентября 2024       | Украина                | 3:2                    | -                      | Лига наций 2024/25      |                        |
| 13                     | 22 марта 2025          | Фарерские острова      | 2:1                    | -                      | Отборочный матч ЧМ-2026 |                        |
| 14                     | 25 марта 2025          | Гибралтар              | 4:0                    | -                      | Отборочный матч ЧМ-2026 |                        |
| 15                     | 6 июня 2025            | Черногория             | 2:0                    | -                      | Отборочный матч ЧМ-2026 |                        |
| 16                     | 9 июня 2025            | Хорватия               | 1:5                    | -                      | Отборочный матч ЧМ-2026 |                        |